# Emmanuel Bernard Hooghstoel
Emmanuel Bernard Hooghstoel, né en 1739 à Gand et mort le 23 octobre 1799 à Paris, est un peintre et un restaurateur d'art français.

## Biographie
Emmanuel Bernard Hooghstoel est originaire de Gand, département de l'Escaut.
Il épouse Jeanne Thomas Bruley, leur fils Jean-Marie Hooghstoel suivra la carrière paternelle. Son épouse meurt en septembre 1781.
Il est peintre du Duc d'Orléans et restaurateur de tableaux.
Il meurt à Paris le 1er brumaire an VIII, à l'âge de 60 ans.